# Licengo
Licengo è una località del comune cremonese di Castelverde posta a nordovest del centro abitato.

## Storia
La località era un piccolo borgo agricolo di antica origine del Contado di Cremona con 105 abitanti a metà Settecento.
In età napoleonica, dal 1809 al 1816, Licengo fu frazione di Cortetano, recuperando l'autonomia con la costituzione del Regno Lombardo-Veneto.
All'unità d'Italia nel 1861, il comune contava 247 abitanti.
Nel 1868 il comune di Licengo venne aggregato al comune di Castelverde.